# Life in Hell
Life in Hell var en dagspresserie som gavs ut varje vecka mellan 1977 och 2012 av Matt Groening. Seriens huvudfigurer är antropomorfa kaniner och ett homosexuellt par. Huvudkaraktären är Binky. Seriens teman är kärlek, sex, arbete och död och uttrycker för ångest, socialt utanförskap, självförakt, och rädsla för undergången.  I TV-serien Simpsons har man flera gånger använt referenser från serien.

## Historia
Life in Hell startade 1977 som en egenutgiven serietidning som Matt Groening använde för att beskriva livet i Los Angeles för sina vänner. Han började göra serien samma år som han flyttade dit. I serietidningen attackerade Matt Groening det många unga vuxna tycker är jobbigt som skola, arbete och kärlek. Matt Groening fotokopierade serien och delade ut serierna till sina vänner och sålde den för två dollar per kopia i punkhörnet i den skivbutik där han arbetade, Licorice Pizza på Sunset Boulevard. Life in Hell debuterade som en tecknad serie i tidskriften Wet under 1978. Den första serien, "Forbidden Words" kom ut i numret med utgivning september/oktober.
Tidningen Los Angeles Reader började 1980 varje vecka att publicera hans serie, där han även arbetade med ett flertal uppgifter. Matt Groening kontaktade chefredaktören för Reader, James Vowell som lät honom börja jobba för dem. Under november 1984 erbjöd Matt Groenings dåvarande flickvän, Deborah Capla som också jobbade med tidningen Reader möjligheten att publicera "Love Is Hell" som en seriealbum. Seriealbumet två första upplagor såldes i 22.000 exemplar. Deborah Capla och Matt Groening lämnade Reader och startade företaget Life in Hell Co som skulle ha ansvaret för utgivningen av serien till andra tidningar.
Life in Hell blev uppmärksammad av exekutiva producenten James L. Brooks, då han fick serierutan "The Los Angeles Way of Death" från 1982 som en gåva från producenten Polly Platt. Under 1985 kontaktade han Matt Groening och ville att han skulle gör en serie korta animerade bumpers för The Tracey Ullman Show.  James L. Brooks hoppades att Matt Groening ville animera Life in Hell, men i väntrummet ändrade Matt Groening sig och ritade snabbt upp familjen Simpson då han ville behålla äganderätten. När arbetet med Simpsons började ta allt mer hans tid började Matt Groening enbart rita  en serieruta eller en serie med 16 sidor med "Akbar och Jeff". Serierna började bli självbiografiska. Arbetet med TV-sändningarna har gjort serien till en säkert kort för tidningarna. Matt Groening har sagt att han minskat på svordomarna i de nyare serierna. Den 7 december 1998 registrerade han domänen mattgroening.com, planerna var att publicera Life in Hell på webben, men det har ännu inte sett men planerna finns kvar. Matt Groening började under 2007 efter valet 2006 i USA, att börja skriva "Life Is Swell" istället för "Life in Hell". Matt Groening sa tidigare att han aldrig skulle sluta tillverka serien. 2009 meddelade han att han har problem med tidningarna och hans medverkan med Simpsons och Futurama, kan medföra att han måste sluta med serien. Den sista seriestrippen publicerades den 16 juni 2012.

## Seriealbum
- 1986 - Love is Hell - (ISBN 0-394-74454-3)
- 1986 - Work is Hell - (ISBN 0-394-74864-6)
- 1987 - School is Hell - (ISBN 0-394-75091-8)
- 1988 - Box Full of Hell - (ISBN 0-679-72111-8)
- 1988 - Childhood is Hell - (ISBN 0-679-72055-3)
- 1989 - Greetings from Hell - (ISBN 0-679-72678-0)
- 1989 - Akbar and Jeff's Guide to Life - (ISBN 0-679-72680-2)
- 1990 - The Big Book of Hell - (ISBN 0-679-72759-0)
- 1991 - With Love From Hell - (ISBN 0-06-096583-5)
- 1991 - How to Go to Hell - (ISBN 0-06-096879-6)
- 1992 - The Road to Hell - (ISBN 0-06-096950-4)
- 1994 - Binky's Guide to Love - (ISBN 0-06-095078-1)
- 1994 - Love is Hell: Special Ultra Jumbo 10th Anniversary Edition - (ISBN 0-679-75665-5)
- 1997 - The Huge Book of Hell - (ISBN 0-14-026310-1)
- 2007 - Will and Abe's Guide to the Universe - (ISBN 0-06-134037-5)